# Vasil Tupurkovski
Vasil Tupurkovski (em macedônio/macedónio: Васил Тупурковски) é um acadêmico, advogado, político e ex-atleta de basquete da Macedônia, ex-membro da Presidência da Iugoslávia e atual presidente do Comitê Olímpico da Macedônia.

## Biografia
Tupurkovski nasceu em 8 de abril de 1951 em Skopje, na República Socialista da Macedônia, então parte da República Socialista Federativa da Iugoslávia, onde se graduou em direito. Em 1971, fez seu mestrado em Michigan, depois retornando para a Iugoslávia, onde ingressou em sua União da Juventude Socialista e foi presidente entre 1979 e 1980, começando a trabalhar como professor de direito internacional na Universidade de Skopje no ano seguinte. Entre 1986 e 1989 foi membro da Presidência da Liga dos Comunistas da Iugoslávia, depois sendo parte do Presidium da Iugoslávia até o fim da mesma em 1992. Em 1991, votou, junto de Bogić Bogićević e Riza Sapunxhiu, contra a instituição de um estado de emergência no país. No mesmo ano, ficou conhecido por mediar o diálogo entre o Exército Popular Iugoslavo e a Defesa Territorial eslovena durante a Guerra dos Dez Dias.
Em março de 1998 fundou o partido centrista Демократска Алтернатива (Alternativa Democrática), quando uma coalizão com o VMRO-DPMNE elegeu o primeiro-ministro Ljubčo Georgievski, sob o qual Tupurkovski foi delegado, ficando internacionalmente famoso por sua decisão de reconhecer Taiwan no lugar da República Popular da China buscando investimentos de Taiwan, o que o país revertiria em 2002.
Tupurkovski fala, além da língua macedônia, inglês, servo-croata, grego, russo e espanhol.